# Martin Pieckenhagen
Martin Pieckenhagen (ur. 15 listopada 1971 w Berlinie) – niemiecki bramkarz, którego ostatnim klubem w karierze był 1. FSV Mainz 05. Wcześniej grał m.in. dla HSV, Hansy Rostock, czy MSV Duisburg.